# ダンブリ石
ダンブリ石またはダンビュライト（danburite）とは、ケイ酸塩鉱物の1種である。カルシウムを含んだ鉱物としては、比較的硬い。通常は無色の鉱物だが、不純物のために色を有する場合も有る。透明で充分な大きさを有し、見栄えのするダンブリ石は、宝石として扱われる場合も有る。

## 性質
ダンブリ石の組成式は、CaB2(SiO4)2で表される。比重は3.0である。比較的硬い鉱物で、モース硬度は7から7.5である。通常は無色だが、淡黄色の場合や、ピンク色の場合も有る。
ダンブリ石は、ダナ分類においてソロケイ酸塩鉱物とされ、シュルンツ分類においてはテクトケイ酸塩鉱物とされる。結晶構造はどちらかとして解釈できる。結晶の対称性と構造はトパーズに似ているものの、トパーズはフッ化カルシウムのネソケイ酸塩鉱物である。また、トパーズは劈開が完全だが、タンブリ石は劈開が不完全である。さらに、トパーズの方が、タンブリ石よりも比重が重い。

## 所在

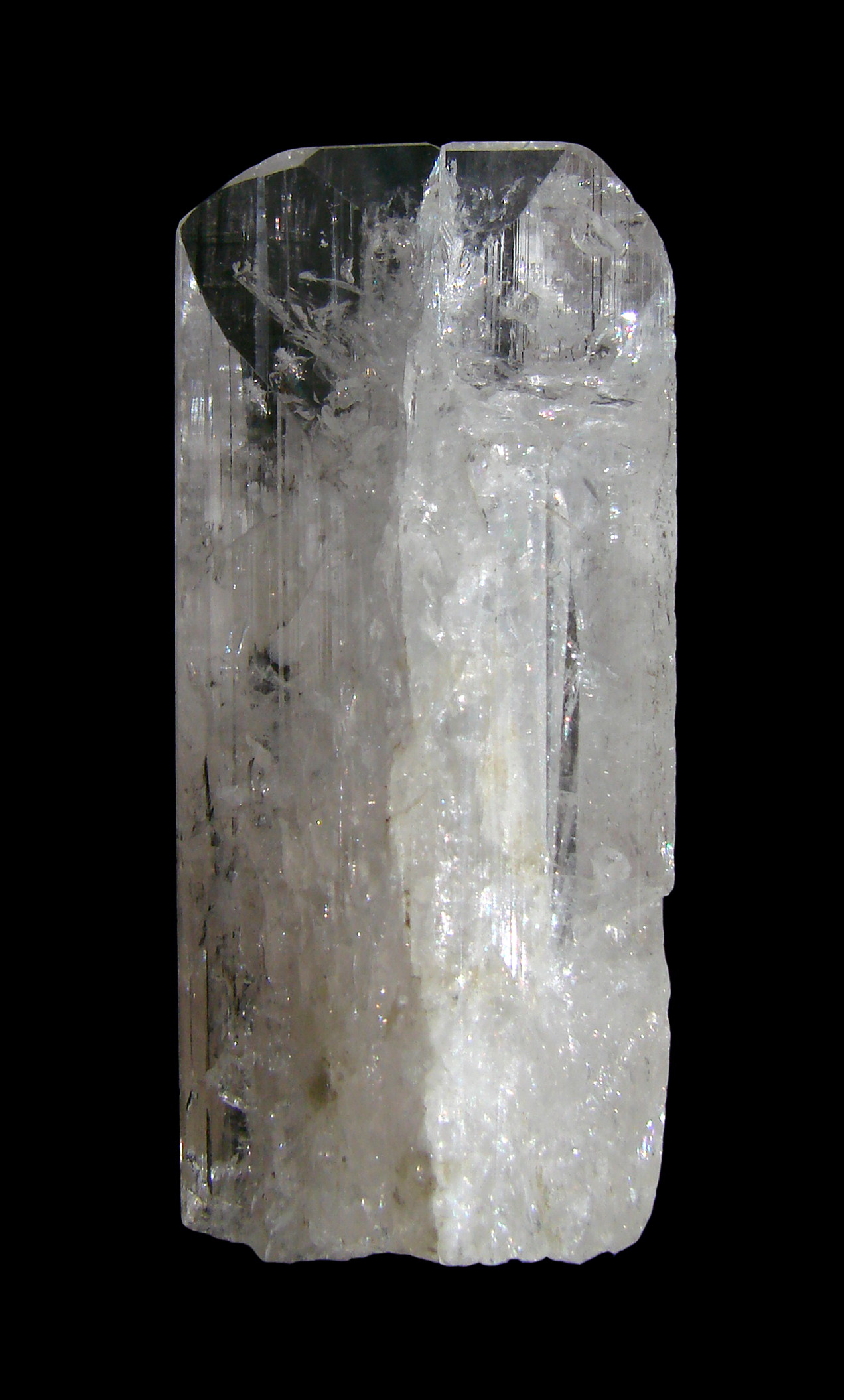
メキシコ産出のダンブリ石。高さ4 cm程度。

ダンブリ石は変成岩と接した場所で生成する。最初に発見されたアメリカ合衆国のコネチカット州ダンベリーに因んで、1839年にチャールズ・アップハム・シェファードが名付けた。宝石としての価値を有したタンブリ石は、イタリア、スイス、日本、ミャンマー、メキシコなどで産出してきた。
日本では、宮崎県高千穂町土呂久鉱山で産出したが、1962年に閉山したのち土呂久砒素公害により埋め立てられたため、現在では採集不可能である。